# Madeleine d’Auvermont
Madeleine d’Auvermont (* in Frankreich; † ebenda) war eine französische Edeldame. Sie wurde bekannt, als sie 1637 ein Kind gebar, obwohl sich ihr Ehemann seit vier Jahren im Ausland befand.
Als sie wegen Ehebruchs angeklagt wurde, erklärte sie die Zeugung so, dass sie sehr stark an ihren abwesenden Ehemann gedacht und nachts von ihm geträumt habe. Somit sei das Kind durch die Kraft ihrer Gedanken und ihre Vorstellungskraft gezeugt worden.
Verschiedene Mediziner und Theologen wurden zu Rate gezogen. Das Gericht, bestehend aus Klerikern und Adligen, entschied daraufhin, dass es sich tatsächlich um einen legitimen Sohn und Erben von Hieronyme Auguste de Monléon handeln müsse.